# 大黒寺 (羽曳野市)
大黒寺（だいこくじ）は、大阪府羽曳野市にある曹洞宗の寺院。大黒天発祥の寺とされる。

## 歴史
縁起によれば、西暦665年（天智天皇4年）正月甲子（きにえね）の日。修験道の祖役ノ行者（えんのぎょうじゃ）が、金剛山に籠り孔雀明王経を誦え諸仏諸神に人々の救済を祈願していると、不思議な事に大地が震え。天空が薄暗くなり。五色の雲がたなびいて来ます。
その雲の中から大黒天が現れ「お告げ」をします。
「我は、過去世に於いては、摩尼珠王福徳円満如来　天竺にては、マカキャラ天　日本に来りては、大黒天と称す　福徳自在の福の神である。
左の手に袋を持つ、この中に一切の福徳を納めている。
右の手に槌を持つ、この槌は一切の悪魔を降伏（ごうぶく＝打ち負かす）し　諸々の災難を除き、宝福を打ち出だす　打ち出の小槌なり。
我に五つの福を授ける誓願あり、第一に父母に孝行の福　第二に子授け、子孫長久の福　第三に病気平癒の福　第四に武運長久の福　第五に農民には五穀豊穣、商人には商売繁盛の福である。
甲子の日に礼拝し帰依信仰すれば、この五つの福徳寿命が授かり、諸願成就せしめん。・・・云々・・・」
そして、「我に有縁の地あり。」と一筋の光明を以ってこの霊場（現在大黒寺の在る羽曳野市大黒の地）を示す。
役ノ行者　渇仰の思いで拝聴しそのお告げに従い、縁ある善男善女にこの福徳寿命を授けんがため、示された地に寺を建立し大黒天尊像を彫刻し奉じたのが、大黒寺のはじまりである。
お告げの中には、「家々の中心の柱を大黒様と思い、大切にすれば一家が栄える」という、大黒柱の由来に当たる様な記述もある。
甲子の日には、「自然石で大黒様によく似た石が、石川を流れ来て大黒寺の前に流れ着く」という伝承もある。
大黒天が出現し、役ノ行者にお告げされて以来1350年、現在も60日毎におとずれる甲子の日（大黒天の縁日）には甲子祭（きのえねさい）が行なわれ、参拝者のために「身体健全」の御加持、「心願成就」の御祈祷が修される。

## 札所
河内西国霊場
7 壺井寺　--　8 大黒寺　--　9 光明寺

## 公式サイト
- 大黒寺